# Vipsania Marcella Agrippina
Vipsania Marcella Agrippina (geboren 27 v.Chr.) was een dochter van Marcus Vipsanius Agrippa bij zijn tweede echtgenote Claudia Marcella maior. Zij was het eerste kleinkind van Octavia Thurina minor en eerste kleinnichtje van Gaius Iulius Caesar Augustus.
Zij huwde ofwel de Romeinse generaal en politicus Publius Quinctilius Varus, ofwel Marcus Aemilius Lepidus. Indien ze met deze laatste was gehuwd, dan is een zoon van haar bekend uit een dedicatieinscriptie in de basilica Aemilia.
Publius Cornelius Tacitus laat ons weten dat van Agrippa's kroost slechts Vipsania Agrippina een natuurlijke dood stierf. Al zijn andere kinderen werden gedood in een veldslag, of stierven de honger- of gifdood. Tacitus maakt geen specifieke melding van haar dood, waardoor de datum van haar dood ook onzeker is.

## Fictie
In Robert Graves' boek, 'I Claudius; Claudius the God', beschuldigt Livia Drusilla haar van incest met haar overleden vader, waarop ze zelfmoord pleegt.

## Referentie
- Dit artikel of een eerdere versie ervan is een (gedeeltelijke) vertaling van het artikel Vipsania Marcella op de Engelstalige Wikipedia, dat onder de licentie Creative Commons Naamsvermelding/Gelijk delen valt. Zie de bewerkingsgeschiedenis aldaar.

## Verder lezen
- in Gnomon 61 (1989), p. 229.